# اسماعیل پوناوالا
اسماعیل قربان‌حسین پوناوالا (به انگلیسی: Ismail Kurban Husein Poonawala) (متولد ۷ ژانویه ۱۹۳۷) بیش از ۳۰ سال است که در دانشکده زبان و فرهنگ خاور نزدیک دانشگاه یو سی ال ای، استاد عربی است. او دکترایش را از دانشگاه یو سی ال ای گرفته‌است.

## آثار
- The Pillars of Islam: Volume I: Ibadat: Acts of Devotion and Religious Observances (2002), ISBN 0-19-565535-4.
- The Pillars of Islam: Volume II: Mu'amalat: Laws Pertaining to Human Intercourse (2004), ISBN 978-0-19-568907-5.